# もつ鍋
もつ鍋（もつなべ）は、牛または豚のもつ（小腸や大腸などの内臓肉、別名「ホルモン」）を主材料とする鍋料理であり、ホルモン鍋（ほるもんなべ）とも呼ばれる。
日本で食される牛豚のもつ（ホルモン）を具材に用いた鍋料理にはいくつかの種類があるが、福岡県福岡市を中心に食されてきたものが広く知られている。

## 福岡・博多の「もつ鍋」
福岡・博多においては、第二次世界大戦後にもつ肉とニラをアルミ鍋で醤油味に炊いたものがルーツとなっており、1960年代にはごま油で唐辛子を炒めてもつを入れてから味付け用調味料とネギ類を入れ、すき焼き風に食べられていた。「ホルモン鍋」とも呼ばれる。福岡では郷土料理と化し、老舗のみならず一般の居酒屋でも博多ラーメンに次ぐ人気メニューとなっている。
近年のスタイルは、鰹や昆布、鶏ガラなどでとったダシに醤油や味噌で味つけし、その中に下処理したもつと大量のニラ・キャベツともつの臭みを消すためのニンニク（ニンニクはスープにあらかじめ風味付けしておく場合もある）のほか、好みで唐辛子（鷹の爪）を入れ、これを火にかけて煮込んで食べる。もつと野菜を食べた後には、残った汁にうどんを入れていたが、1990年頃より長崎出身者の影響でちゃんぽんの麺を入れて「締め」とする場合も多く、牛のもつにこだわる店や水炊き風に酢醤油を付けて食べる方法を推奨する店などもある。
また、店内で提供される際には一般的な鍋料理に用いられる土鍋はあまり使われず、両側に取っ手の付いた浅いステンレス鍋を使うことが多く見られるのも特徴の1つである。
1992年、東京に博多風もつ鍋店がオープンすると、安くボリュームがあって酒によく合うこと、バブル崩壊後の風潮などとも融和して東京を中心に広く知れ渡るようになり、「もつ鍋」が同年の新語・流行語大賞銅賞を受賞するほどのブームとなった。しかし、その後はBSE問題が起こったことや、一過性の流行であったこともあり、以前からもつ煮が存在している東京などの一般家庭では、絶対的な定着を見せるには至らなかった。
一方、タキイ種苗がまとめた調査結果の「好きな鍋料理アンケート」（2012年）では8位、通信販売の口コミポータルサイト「おとりよせネット」のお取り寄せ購入した鍋料理調査（2011年）では1位と、依然として全国区でも一定の認知度があることをうかがわせている。

## その他のもつ鍋（ホルモン鍋）

### 下関の「とんちゃん鍋」
山口県下関市では、「とんちゃん鍋」と呼ばれる、博多の「もつ鍋」とは全く異なった種類のホルモン鍋が存在する。
平たいステンレス製の鍋に、甘辛い味噌ベースのたれにつけ込んだ牛のホルモンを、キャベツ、モヤシ、ネギと一緒に山のように盛りつけ、そのまま火にかけて蒸し煮にしたもので、ダシは一切使わず、野菜の水分のみで煮るのが特徴。「とんちゃん」は元々朝鮮語で「豚の小腸」のことだが、現在は牛の腸が多く用いられるという。

### 田川の「田川ホルモン鍋」
福岡県田川地方では、炭鉱夫が鍋の代わりに紙製のセメント袋を七輪に乗せ、ホルモンを焼いて食したことを発祥とするホルモン鍋（田川ホルモン鍋）が存在する。中央部がくぼんだ鉄板（鍋）に、ニンニクだれの下味を付けたホルモンとキャベツなどの野菜を入れて煮込んだもので、田川市・田川郡の複数の朝鮮料理店で提供されている。